# 南灰伯勞

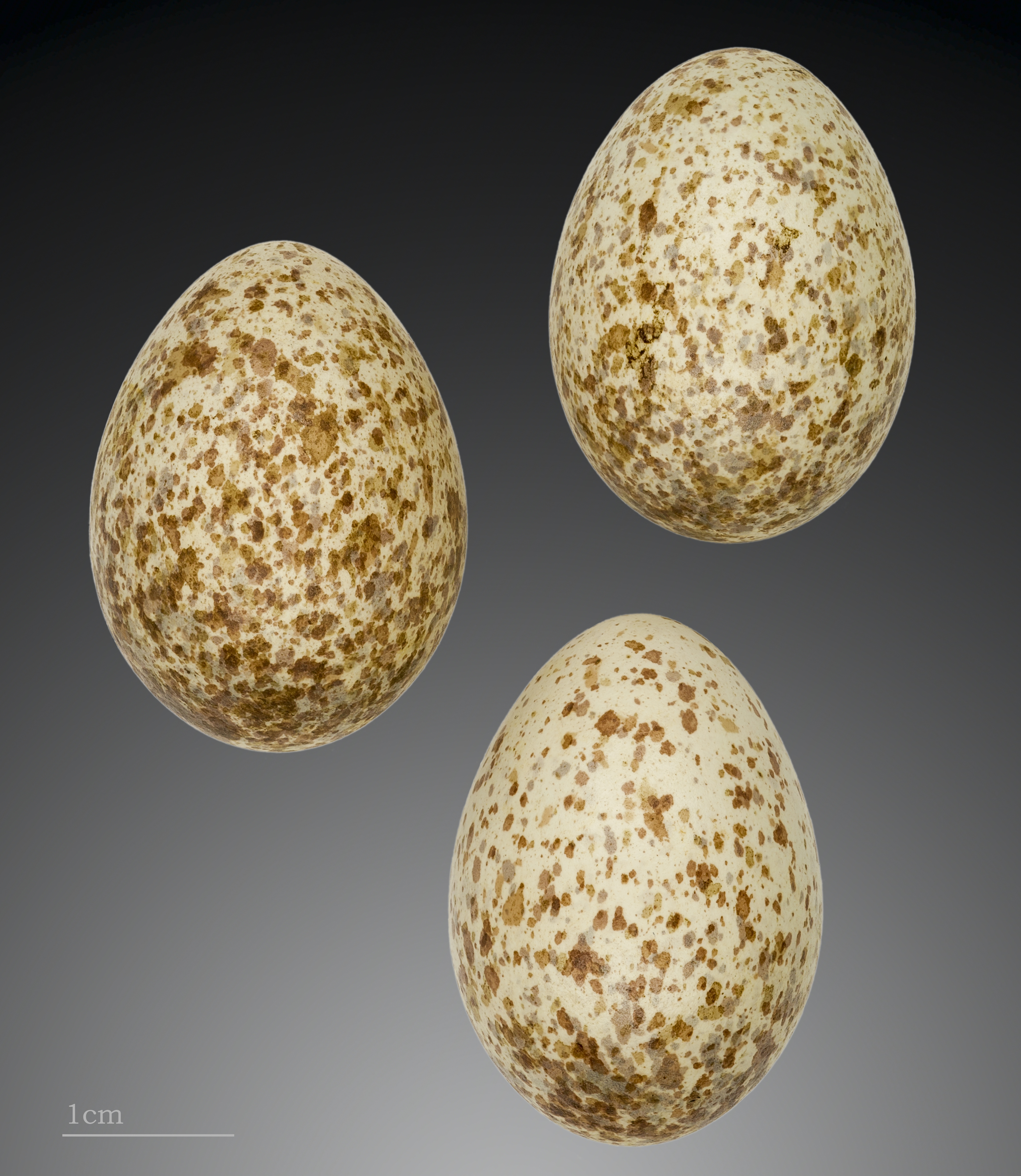
Lanius meridionalis

南灰伯勞（學名：Lanius meridionalis），屬於伯勞科伯劳属，與灰伯勞關係密切。雖然牠們一起出現，但並不互相交配。牠們因為選擇居住地方不同而分開。 (Sangster et al., 2002)